# Josef Ezdorf
Josef Graf von Ezdorf (n. 14 februarie 1879, Viena, Austro-Ungaria – d. 12 decembrie 1950, Viena, Zonele aliate de ocupație din Austria) – întâlnit uneori și cu prenumele de Joseph și numele de Etzdorf sau Etzdorff, a fost un înalt funcționar al Imperiului Austro-Ungar și un oficial executiv al Republicii Austria. Josef Ezdorf a fost ultimul care a ocupat funcția de guvernator (în perioada 24 aprilie 1917 – 6 noiembrie 1918) și Președinte al Țării Ducatului Bucovinei (în perioada 24 aprilie 1918 – 6 noiembrie 1918).
A fost un conducător energic și un funcționar respectat de politicienii diverselor partide și naționalități din Bucovina. A înțeles foarte bine situația locală a unei regiuni diverse și complexe și reușit să stabilească o bună cooperare și înțelegere, între cei cu care a lucrat.
În intervalul critic din lunile octombrie-noiembrie 1918, a reușit să contribuie la menținerea liniștii publice și în calitate de garant al populației, a încercat să facă să fie surclasate diferențele ireconciliabile dintre români și ucraineni, legate de situația viitoare a regiunii, astfel încât să fie evitate un război civil sau conflicte interetnice.

## Originea și primii ani

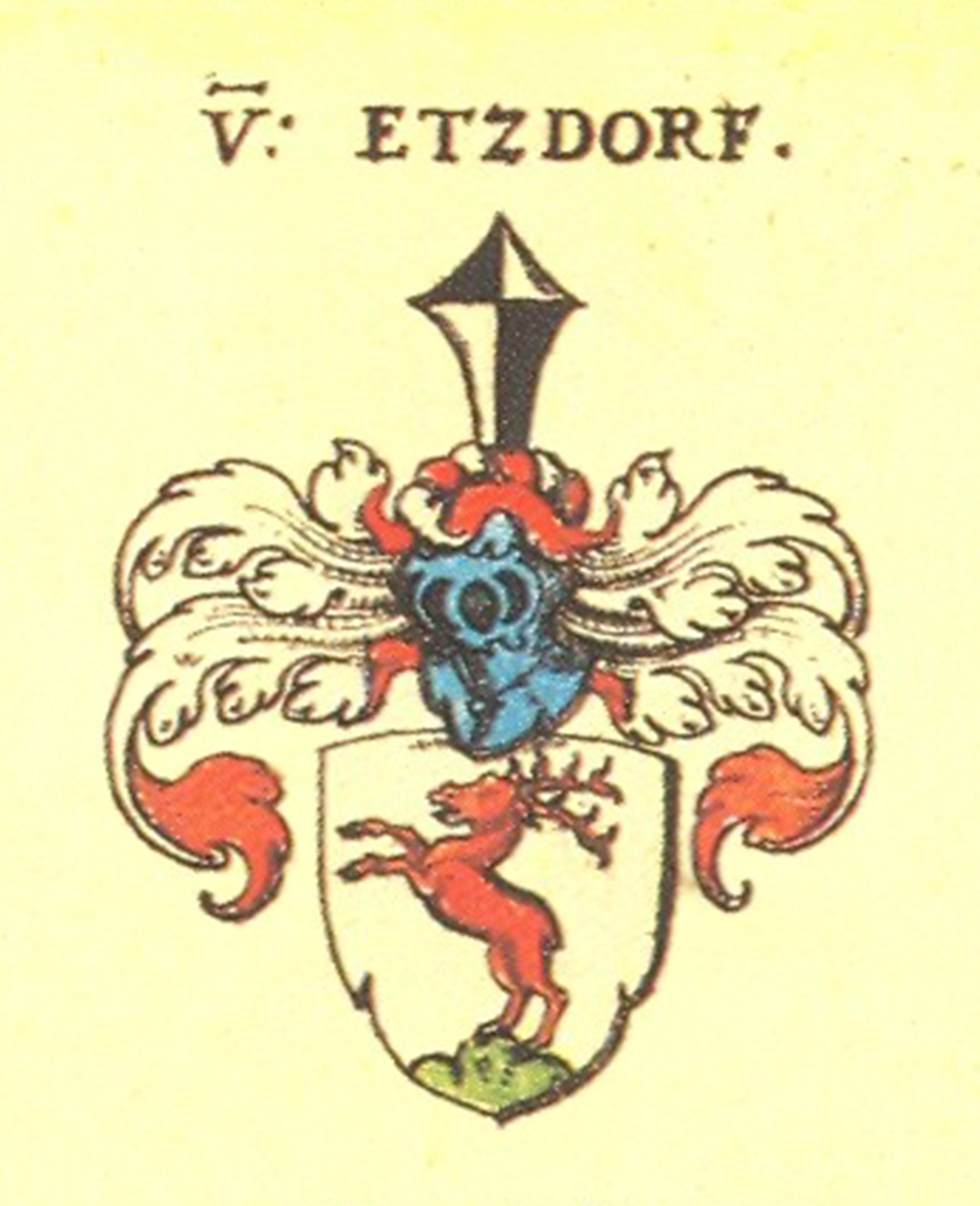
Stema familiei Etzdorff.

S-a născut la 14 februarie 1878 la Viena, într-o familie⁠(de)[traduceți] bogată.
A studiat la gimnaziile din Ried im Innkreis și Linz și ulterior, a devenit licențiat al Facultății de Drept al  Universității din Viena. Și-a susținut teza de Doctor în Drept în prezența împăratului Franz Joseph I.
Ulterior, a lucrat pentru o perioadă scurtă de timp în serviciul public din Amstetten. În octombrie 1905 a fost trimis la Cernăuți, care la acea vreme era capitala Ducatului Bucovinei (țară a coroanei), unde s-a mutat împreună cu soția sa, contesa Hedwig von Ezdorf-Linz.

## În Bucovina

### Primii ani

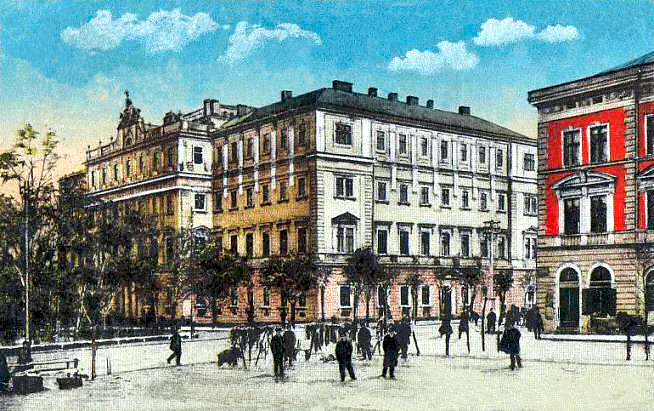
Sediul guvernului Ducatului Bucovina după 1905

Din 1905 până în 1909 a fost grefier stagiar al administrației regionale a Bucovinei. Din iulie 1909 a ocupat funcția de secretar administrativ al Direcției Proprietății a Fondulului Bisericesc al Bucovinei (ortodox). În octombrie 1910, în vfemea în care guvernatorul Bucovinei era Oktavian Regner von Bleyleben⁠(d), a devenit secretar al guvernul regional, iar în decembrie 1911, l-a numit pe Ezdorf  în fruntea unui bezirk (Cernăuți). Doi ani mai târziu, 24 mai 1913, a devenit consilier al guvernului regional, aflat la acel moment sub conducerea lui Rudolf von Meran.
La începutul Primului Război Mondial, Josef Etsdorf, împreună cu Rudolf von Meran s-au implicat în formarea batalioanelor de voluntari în regiune, care, au luptat în Bucovina sub conducerea lui Eduard Fischer. Datorită căderii Cernăuțiului în mâinile trupelor imperiale ruse Ezdorf s-a refugiat împreună cu administrația regională mai întâi la Vatra Dornei. De acolo s-a deplasat la Cluj, Praga și Ivano-Frankivsk (germană Stanislau).

### Guvernator al Ducatului Bucovinei
La 9 februarie 1917, a fost semnat tratatul de pace cu Ucraina, iar la  3 martie în același an, tratatul similar cu Rusia Sovietică. La 7 martie s-a ajuns la un acord privind un armistițiu temporar și bezirkurile Suceava și Siret au fost eliberate de către trupele ruse, iar bezirkurile Vășcăuți și Vijnița au ieșit din zona de operațiuni militare.
La 24 aprilie 1917, împăratul Carol I l-a numit numit pe Josef Graf von Ezdorf consilier al Curții și, în același timp, guvernator al Bucovinei. La 7 august 1917, noul guvernator a primit la Cernăuți vizita împăratului Carol I, după eliberarea de sub ocupația rusă.
Funcționar foarte capabil, Dr. Ezdorf a avut o carieră publică de succes, pornind de la un statut de funcționar inferior și devenind în doar 12 ani liderul regional. A fost primul care a ocupat funcția de guvernator locuind și lucrând în Bucovina, unde a venit ca funcționar public guvernamental.
Guvernatorul și administrația au revenit la Cernăuți  de la Praga la 12 octombrie 1917 și au luat măsurile prioritare necesare readucerii regiunii la o viața normală. Este de remarcat însă că, Ezdorf nu a avut timp să profite din plin de înaltul său statut, în scurta perioadă pe care a avut-o la dispoziție și în contextul unei perioade istorice extrem de dificile și grevată de multe responsabilități. Conform activistului politic și omului de stat Omelian Popowicz Ezdorf „a fost un om capabil, energic si activ, dar care nu a avut timpul și posibilitatea de a-și pune în valoare abilitățile”.

### Prăbușirea Austro-Ungariei
Momentele cele mai critice pentru pentru regiune au fost lunile octombrie și noiembrie 1918, când pe fondul procesului de apărare a dreptului lor la autodeterminare, conflictul dintre cele două națiuni locale titulare (ucraineană și română) s-a intensificat, Josef von Ezdorf, grație unor pași prudenti și înțelepți, reușind însă să ia deciziile corecte în pofida faptului că nu mai putea comunica cu Viena, să mențină un echilibru fragil și să prevină războiul civil și conflictele interetnice.

A fost respectat de politicienii diverselor partide, de diferite naționalități, întrucât în timpul foarte scurt al șederii sale în Bucovina, a studiat și a înțeles foarte bine situația din acest ducat aflat departe de capitală, dar atât de complex. A  reușit astfel să stabilească o bună cooperare și înțelegere cu toată lumea.

În data de 28 octombrie 1918, guvernatorul Ezdorf a declinat solicitarea lui Iancu Flondor venită din partea Consiliului Național Român al Bucovinei privind transferul puterii în Ducatul Bucovine, înaltul funcționar justificându-și decizia prin necesitatea implementării unui ordin guvernamental, care, impunea transferul puterii doar către reprezentanții ambelor națiuni: română și ucrainenă. De asemenea, în momentul convocării adunării ucrainene de la Cernăuți din 3 noiembrie 1918, guvernatorul a ordonat jandarmeriei locale să nu folosească arme sau să provoace vreun conflict, ci doar să observe ce se întâmplă și să stea mai aproape de clădirea administrației regionale. În ultima sa telegramă trimisă în data de 5 noiembrie 1918 din Cernăuți, Etsdorf a raportat:
„Eu continui să conduc treburile după dorințele marii majorități a populației locale, care doar în persoana mea vede o garanție a păcii și ordinii. Vă rugăm să indicați dacă [...] ar trebui să transfer puterea guvernamentală în legătură cu situația de mai sus. Vă notez că, dacă situația o va cere, voi preda cu calm, sinceritate, în bună conștiință puterea reprezentanților legitimi ai națiunilor, pentru că ultima mea cerere nu a primit răspuns de 6 zile.”

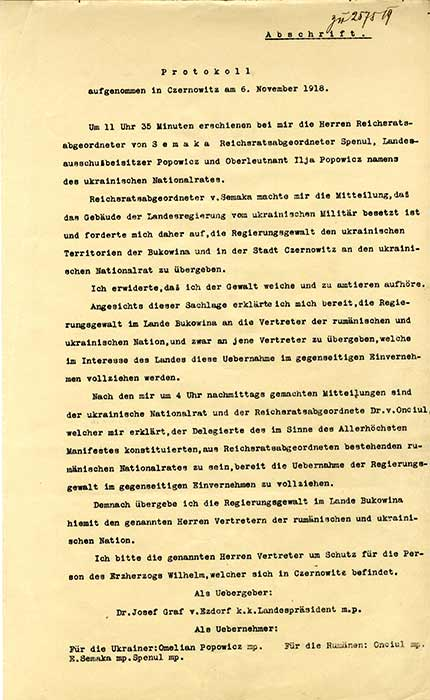
Copia aflată la Österreichisches Staatsarchiv (Arhiva de Stat a Austriei) a Protocolului prin care s-a făcut transferul puterii de stat în Bucovina către reprezentanții ucraineni și Aurel Onciul, la 6 noiembrie 1918.

Odată legăturile sale cu guvernul central rupte, contele Ezdorf a fost nevoit să ia propriile decizii. După cum el însuși a remarcat mai târziu:
„Când încercarea de a stabili o legătură prin Ungaria a eșuat, mi-a devenit clar că nu ar trebui să așteptăm alte instrucțiuni de la Viena și că trebuie să acționez pe propriul risc. [...] În această stare de lucruri, mi s-a părut și cel mai bine să ader la ambele principii ale noastre: să protejez interesele celor care mi-au fost încredințați ca administrator al regiunii și să acționez ca oficial austriac, până în ultimul moment.”
La 5 noiembrie 1918 a avut loc o ultimă ședință a guvernului regional, în timpul căreia unii angajați au fost pensionați, alții au fost promovați, iar celor care nu și-au putut continua serviciul li s-a promis asistență, în ce privește toate eforturile lor de a le fi asigurat transferul în Occident. În același timp, Dr. Ezdorf a subliniat:
„[...] munca de șapte ani, aproape fără facțiuni a guvernului regional, care, a fost format din reprezentanți ai tuturor națiunilor, este dovada că multe națiuni pot trăi în pace împreună [...]”
La 6 noiembrie 1918, Josef Graf von Ezdorf a predat controlul asupra regiunii reprezentanților bucovineni ai ucrainenilor și românilor, Omelian Popowicz și Aurel Onciul. Potrivit martorilor oculari, chiar și în acest moment, Dr. Ezdorf s-a comportat ca un om de stat pe deplin angajat  jurământului său. A fost astfel preocupat sincer de soarta reprezentantului monarhiei habsburgice - Arhiducele Wilhelm de Austria.
Pentru mai multe detalii, vedeți Lovitura de stat din Ducatul Bucovinei din 6 noiembrie 1918.
Astfel cum Ezdorf a precizat în memoriile sale, ucrainenii l-au asigurat de respectul lor pentru persoana sa, i-au precizat că este liber și i-au oferit și o escortă înarmată, în cazul în care dorea să plece. Ei înșiși însă l-au sfătuit să aștepte câteva zile la Cernăuți, astfel că acesta a rămas temporar în oraș, mutându-și reședința înafara palatului guvernamental.

### Intervenția trupelor române în Bucovina
La 11 noiembrie 1918, s-a produs intrarea trupelor române conduse de generalul Iacob Zadik în Cernăuți.
Militarii trupelor române au încercat de trei ori să îl aresteze pe Ezdorf, arestarea acestuia fiind evitată ca urmare a intervențiilor personale  ale lui Iancu Flondor. Drept efect al experiențelor solicitante prin care trecuse însă, Dr. Ezdorf s-a îmbolnăvit și o vreme, înainte de a părăsi Bucovina, a locuit cu soția sa la bunul său prieten, baronul Alexandru de Hurmuzaki – ultimul Mareșal al Bucovinei, la adresa de astăzi: Cernăuți, Strada Ucraineană, Nr. 26. La sfarsitul lui decembrie  1918, împreuna cu alți oficiali austrieci, a parasit orașul pentru a pleca la Viena împreună cu alți 120 de bucovineni, cu un tren special pus la dispoziție de Iancu Flondor, tren cu care, a ajuns în capitala fostului imperiu la 20 decembrie.

## Perioada austriacă

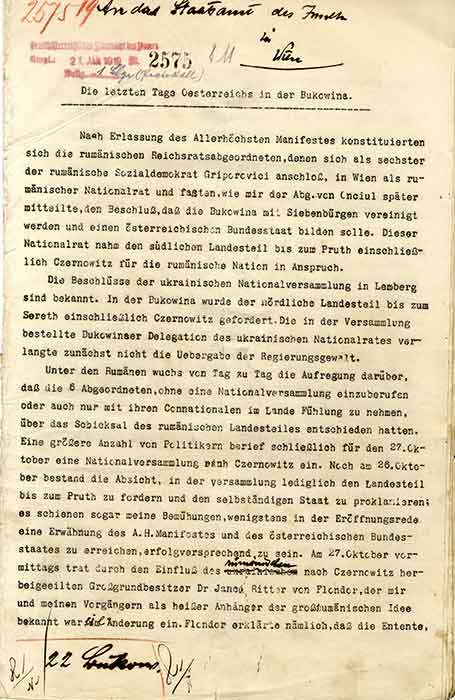
Prima pagină a raportului Die letzten Tage Österreichs in der Bukowina

### Raportul „Ultimele zile ale Austriei în Bucovina”
După întoarcerea sa în luna decembrie 1918 din Bucovina, Ezdorf, care, se afla la Linz,  a scris un raport, intitulat Ultimele zile ale Austriei în Bucovina (germană Die letzten Tage Österreichs in der Bukowina), pe care l-a înregistrat la Ministerul de Interne al Austriei Germane la 21 ianuarie 1919 cu numărul 2.575.
Textul este scris pe 16 pagini dactilografiate, în cadrul cărora raportorul a descris evenimentele care au decurs în Bucovina de de la adoptarea Manifestului Popoarelor la data 16 octombrie 1918, până la preluarea guvernării locale, de la reprezentantul guvernulului cezaro-crăiesc, de către reprezentanții Omelian Popowicz și Aurel Onciul ai ucrainenilor și respectiv, românilor bucovineni, la 6 noiembrie 1918. În prezent, raportul se află în posesia Österreichisches  Staatsarchiv.
Autorul a atașat textului original, Protocolul din aceeași zi, care, a prevăzut transferul puterii de stat către cei doi „comisarii guvernamentali” naționali, rămași ulterior în funcție doar câteva zile.
În text sunt descrise încercările inițiale lui Ezdorf de a de a păstra Bucovina ca un „stat federal austriac”, în contextul în care nu avea știre despre ceea ce se întâmpla în acel moment, în Occident. Pe măsura evoluției ulterioare a evenimentelor, textul confirmă că opținile sale de acțiune s-au restrâns. Înregistrarea evenimentelor continuă cu date despre mitingurile publice, jafurile, conflictele armate, penuria de alimente, pierderea autorității administrație de stat și despre eforturile repetate ale ultimului guvernator de a obține un transfer ordonat al puterii de stat. La final sunt descrise intrarea trupelor române în Cernăuți și plecarea lui Ezdorf spre Viena.
În mod evident transpare din document atât nesiguranța răspândită în perioada respectivă în rândurile administrațieie locale, în contextul în care aceasta fuse izolată de capitala Imperiului, cât și erodarea concomitentă a încrederii publice.
Luând ca bază rapoartele lui Ezdorf, în 1959 istoricul Erich Prokopovich, austriac originar din Cernăuți, a scris monografia  Sfârșitul stăpânirii austriece în Bucovina, în care a descris istoria acelor ani.

### Oficial executiv al Republicii Austria

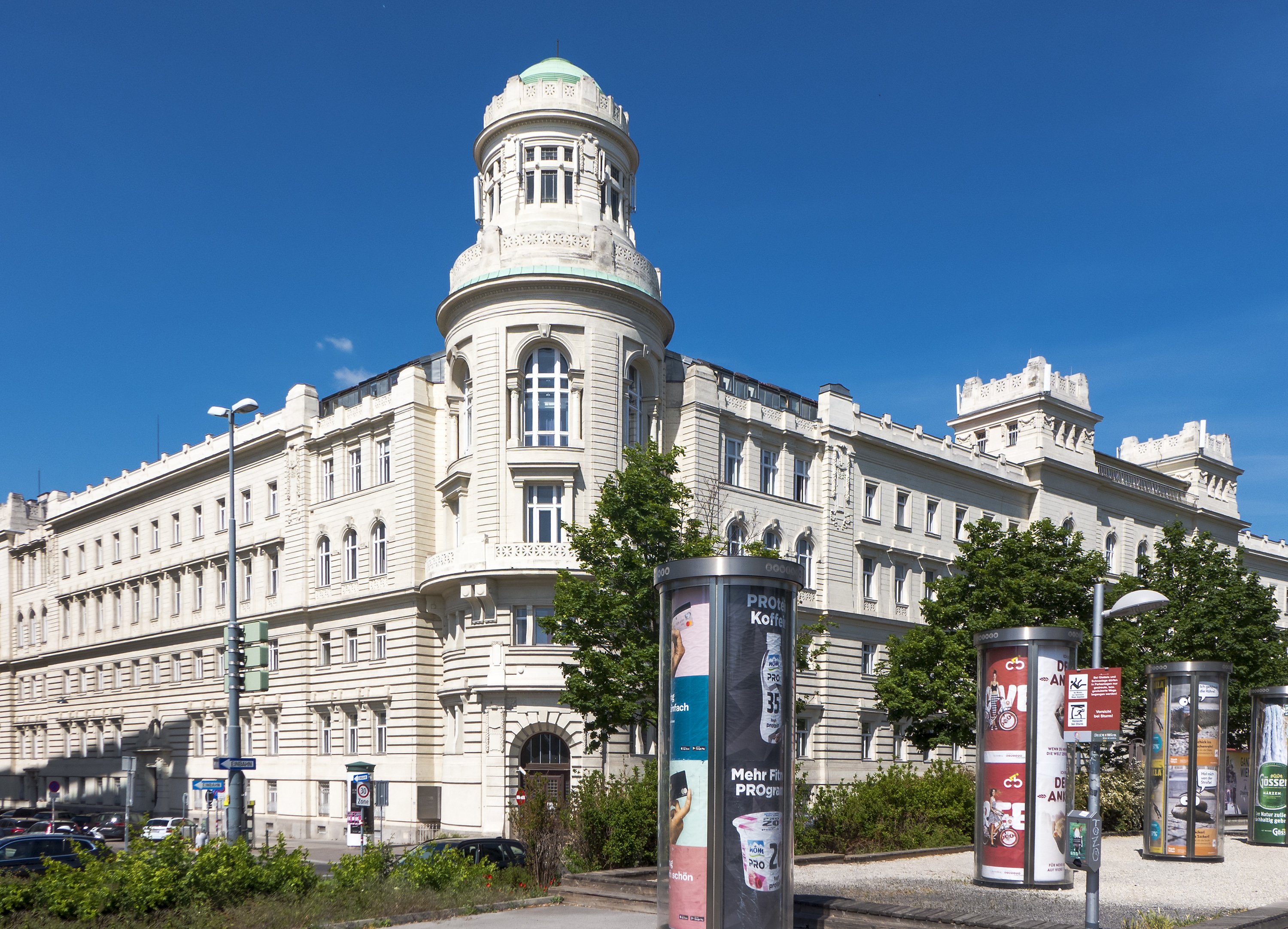
Clădurea Polizeigefangenenhaus „Liesl”, unde a fost deținut Ezdorf în perioada nazistă.

Josef Ezdorf a continuat să lucreze ca oficial executiv până în aprilie 1922, când a demisionat. În 1931 a promovat examenul de barou și a revenit la practica juridică, în calitate de grefier al Baroului din Viena.
În perioada 1934-1938 a fost unul dintre membrii marcanți ai mișcării monarhiste - legitimiste. După Anschluss, a fost arestat și închis la Polizeigefangenenhaus „Liesl”⁠(de)[traduceți] timp de trei luni.
A murit la 12 decembrie 1950 la Viena unde este înmormântat.